# باشگاه فوتبال کفلاویک
باشگاه فوتبال کفلاویک (به ایسلندی: Knattspyrnudeild Keflavíkur) باشگاه فوتبال حرفه‌ای است که در شهر کپلاویک ٫ ایسلند واقع شده‌است. باشگاه فوتبال کفلاویک در سال ۱۹۲۹ تأسیس شد و سپس در سال ۱۹۵۹ میلادی وارد مسابقات لیگ فوتبال ایسلند شد. این باشگاه تا کنون ۴ مرتبه در سال‌های ۱۹۶۴، ۱۹۶۹، ۱۹۷۱ و ۱۹۷۳ قهرمان لیگ برتر ایسلند شده‌است. همچنین این تیم ۴ مرتبه در سال‌های ۱۹۷۵، ۱۹۹۷، ۲۰۰۴ و ۲۰۰۶ قهرمان جام حذفی ایسلند شده‌است.